# Compacte sportive
Compactele sportive au, în mod obișnuit, la bază automobile compacte, relative ieftine, orientate spre familie fiind echipate cu un motor mai puternic și o suspensie îmbunătățită. Cea mai folosită configurație este cea bazată pe un motor amplasat în față combinat cu tracțiune față.

## Istorie

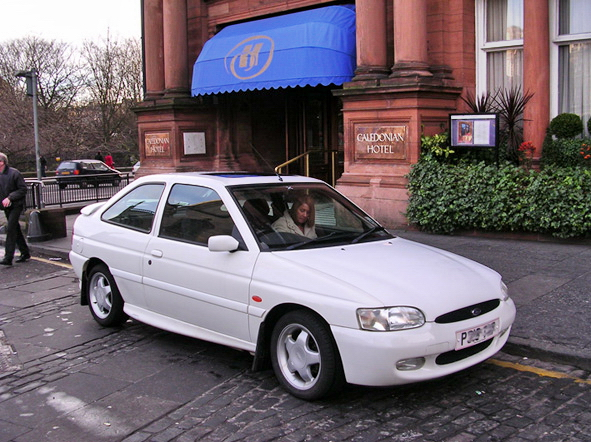
Ford Escort RS2000

### Dezvoltarea compactei sportive
Mașina care stă la baza acestui gen este Volkswagen-ul Golf GTI din 1977, (deși din punct de vedere tehnic prima compactă sportivă “adevărată” a fost Simca 1100 din 1967/8). În 77 versiunea originală a Golf-ului era în producție de 3 ani, dar prin adăugarea unui motor cu injecție de 1.6 litri, îmbunătățirea direcției și inițierea unei campanii de marketing inteligente Volkswagen reușește prin Golf GTI să găsească o piață imensă pentru mașini mici, practice, dar care nu fac compromisuri în ceea ce privesc performanțele. 
Golful-ul GTI s-a bucurat de o perioadă de imens succes, dar încă din prima perioadă a anilor 80 producătorii de mașini din întreaga lume se grăbeau să lanseze pe piață propriile lor alternative. De un mare succes în această perioadă timpurie s-au mai bucurat și Ford Escort XR3i și Opel Kadett/Vauxhall Astra GTE.
Până la sfârșitul anilor 80 compactele sportive și-au găsit locul în peisajul automobilistic European, și începeau să cucerească și alte piețe. Scurta perioadă de glorie a Grupei B de raliuri a împins acest segment automobilistic la limită, din această perioadă datând câteva automobile ultra-performante, create să se încadreze în regulile acestor raliuri. Aceste vehicule au reprezentat o ramură extremă a compactelor sportive, s-a întins pe o perioadă scurtă și a cuprins mașini ca Peugeot 205 T-16 și MG Metro 6R4.

### Compacte sportive și compacte înainte de 1980
Până în 1980 VW Golf a dominat piața compactelor sportive. Competiția era limitată și doar câteva mașini, care nu făceau neapărat parte din această clasă, ca Vauxhall Chevette HS, puteau să emită pretenții. Chiar dacă Golf-ul era una dintre puținele mașini cu motoare mai mari de 1.4l și cu mai mult de 75Kw (100cp), alte compacte erau și ele pe cale să ajungă sportive. De asemenea alte mașini ca Hillman Imp și Simca Rallye, deși aveau caroserii sedan, erau destul de mici încât să poată fi considerate strămoși direcți ai compactelor sportive.
- Alfa Romeo Alfasud TI
- AMC Gremlin X
- AMC Spirit AMX
- Autobianchi A112 Abarth
- Austin/Morris Mini Cooper/Cooper S/1275 GT
- Datsun/Nissan Cherry 120A
- Datsun/Nissan Sunny/B110 1200 SSS
- Fiat 600 Abarth
- Fiat 127 Sport
- Hillman Imp
- Holden Torana SS (modelul LX derivă din acesta)
- Renault 8 Gordini
- Renault 5 Alpine/Gordini/Alpine Turbo
- Simca 1100
- Simca Rallye /2
- Vauxhall Chevette HS
- Volkswagen Golf GTI

### 1980–1990 Prima generație
Prima generație a inclus următoarele modele:
- Citroën Visa Crono/GT/GTi/1000 Pistes
- Citroën AX GT/Sport
- Daihatsu Charade GTti
- Fiat Uno Turbo
- Fiat Ritmo/Strada 130 TC
- Ford Escort XR3/XR3i/RS Turbo
- Ford Fiesta XR2/XR2i/RS
- Honda City Turbo/Turbo II
- Honda Civic / CR-X Si (DOHC) and VTEC
- Lancia Y10 Turbo/GT i.e.
- Lancia Delta HF Turbo/Integrale
- Mazda 323 GTX 4WD Turbo
- MG Metro GTA/Turbo
- MG Maestro 1300/Turbo
- Mitsubishi Colt GTi
- Opel Corsa/Vauxhall Nova SR/GT/GSi/GTE
- Opel Kadett/Vauxhall Astra GT/GSi/GTE
- Peugeot 205 Rallye/GTi 1.6/GTi 1.9
- Peugeot 309 GTi/GTi 16V
- Proton Satria GTi 16V
- Renault 5 Turbo/Turbo II/GT Turbo
- Renault 11 Turbo
- Talbot Sunbeam Lotus
- Toyota Corolla Twin Cam
- Volkswagen Polo G40
- Volkswagen Golf GTI/GTI 16v/G60
- Volvo 480 ES Turbo

### Compacte sportive după 2000
Printre compactele sportive recente se numără și următoarele modele:
- Alfa Romeo 147 2.0 TS/GTA
- Audi S3
- Citroën C2 VTR/VTS
- Citroën Xsara VTS
- Citroën C4 VTS
- Daihatsu Sirion Rally 2/4 (Sirion GTvi în Australia)
- Fiat Punto HGT
- Fiat Bravo HGT
- Fiat Stilo Abarth
- Ford Fiesta ST
- Ford Focus ST170/SVT/RS Turbo/ST Turbo (XR5 Turbo în Australia)
- Honda Civic Si/Type-R
- Honda Integra Type-R
- Mazda 3/Axela SP23/Mazdaspeed3/3 MPS
- MG ZR 160
- MG ZS 180
- MINI Cooper/Cooper S
- Mitsubishi Colt CZT 1.5 Turbo
- Nissan Micra 160 SR
- Opel/Vauxhall Corsa GSi 16v
- Opel/Vauxhall Astra OPC/OPC Turbo/VXR (Holden Astra SRi Turbo/HSV VXR în Australia)
- Peugeot 206 S16/GTi 138/RC/GTi 180
- Proton Satria R3 GTi 1.8/16v
- Renault Clio RS 2.0/V6
- Renault Mégane RS
- Rover 25 GTi
- Saab 9-3 Viggen
- SEAT Ibiza 1.8T Cupra/1.9TDI Cupra 1.8T FR/1.9TDI FR
- SEAT León Cupra R 2.0 TFSI/2.0 TDI FR 2.0 TFSI/2.0 TDI
- Scion tC 2.4 vvt-i
- Skoda Fabia vRS
- Suzuki Swift GTI 1600
- Toyota Vitz/Yaris T Sport (Echo Sportivo în Australia)
- Toyota Corolla T Sport (Corolla Sportivo în Australia)
- Volkswagen Lupo GTI
- Volkswagen Polo GTI 1.6-16 V
- Volkswagen Polo GTI 1.8T
- Volkswagen Golf R32/GTI/GT
- Volvo C30